# 石井美千子
石井 美千子（いしい みちこ、1953年7月8日 - ）は、日本の桐塑人形作家。

## 経歴
- 1953年 福井県福井市に生まれる。生後間もなく母が亡くなる。
- 1959年 この年から14歳まで児童養護施設で育つ。
- 1971年 学習研究社入社。
- 1973年 東京デザイン専門学校に入学。
- 1975年 東京デザイン専門学校を卒業し、デザイン会社に勤務。
- 1977年 結婚。長男の出産と共に義祖母の介護をする。
- 1983年 長女を出産。間もなく義祖母がなくなり、介護生活は終止符をうつが、自身が結核を発病し、闘病生活に入る。
- 1987年 桐塑人形作りの基礎勉強を始める。
- 1993年 東京都中野区の嫁菜の花美術館にて、初の個展である『昭和のこどもたち』展を開催。
- 1995年 阪神百貨店主催『昭和のこどもたち』展を開催。この展覧会がきっかけとなって以後、全国各地で展覧会を開催。
- 2000年 江戸東京博物館にて、東京2000年祭共催事業『昭和のこどもたち』展を開催。これは、江戸東京博物館においては現存作家では初めての展覧会であり、50日間の開催で8万人を動員した。

その後も、全国各地で『昭和のこどもたち』展を開催。昭和30年代のブームのきっかけにもなる。
- 2005年 福井県からの依頼により、橘曙覧の詩を再現した人形3作品を制作（福井市橘曙覧記念文学館に展示）。
- 2006年 『昭和のこどもたち』シリーズ、新作3作品を制作。
- 2007年 岩谷産業の依頼により、岩谷産業の創業者を再現した人形3作品を制作。

同年、『昭和のこどもたち』写真パネルの制作にも入り、販売・巡回展示などを開始。
現在、『昭和のこどもたち』展は全国各地で開催されており、その動員数は150万人以上にもなる。

## 作品リスト
- 『昭和のこどもたち』

嫁ぐ日・紙芝居・わんぱく・母子像など、現在228体。
- 幕末の福井藩に生まれた詩人・橘曙覧の詩を再現した3作品（福井市橘曙覧記念文学館所属）
- 岩谷産業株式会社創業者である岩谷直治を再現（岩谷産業株式会社所属）。

## 展覧会開催履歴
- 1983年 【東京都中野区　嫁菜の花美術館】
- 1995年 【髙島屋大阪店　今、輝いている女性達展】、【大阪市　阪神百貨店】
- 1996年 【久留米　岩田屋】、【横浜　港南台髙島屋】
- 1997年 【岡山　天満屋】、【盛岡　川徳】、【広島　天満屋】、【仙台　グリーンプラザ】
- 1998年 【京都　髙島屋】、【丸井　今井】、【浜松　遠鉄百貨店】、【江戸東京博物館】、【福山　天満屋】、【川越　丸広百貨店】、【青山　ビブレ】、【岐阜　髙島屋】、【福島　ビブレ】、【横浜　そごう】、【高松市　琴電そごう】、【イオン　秋田】、【京王プラザホテル】
- 1999年 【仙台　E-ビーンズ】、【津山　天満屋】、【松本　林友ホール】、【新潟　伊勢丹】、【鹿児島　山形屋】、【静岡　伊勢丹】、【福岡　岩田屋】、【静岡　川根町文化会館】、【だるまや西武】
- 2000年 【江戸東京博物館】、【中国電力本店】、【名古屋　電気文化会館】、【熊本　グランメッセ】、【松山　いよてつそごう】、【金沢　アピタ】、【函館　丸井今井】、【錦糸町　そごう】、【高知　紙の博物館】、【甲府　岡島百貨店】
- 2001年 【長野　東急】、【神戸　阪急ミュージアム】、【草加　アコスホール】、【徳島　そごう】、【立川　髙島屋】、【富山　アピタ】、【札幌　丸井今井】、【福井　坂井町会館いねす】、【宮崎県立総合博物館】、【広島　天満屋八丁堀店】
- 2002年 【松江　一畑百貨店】、【京都　宝ヶ池プリンスホテル】、【神戸　阪急ミュージアム】
- 2003年 【鳥取県立博物館】、【札幌　アスティ45】
- 2004年 【滋賀　愛知川町立図書館】、【五所川原　柏イオン】、【出雲　ツインリーブスホテル】、【隠岐　サンテラスショッピングセンター】、【大洲　えひめの町並博】、【米子　髙島屋本館5階催事場】
- 2005年 【さっぽろファクトリーホール】、【とかちプラザ】、【旭川地場産業振興センター】、【函館　金森赤レンガ倉庫内】、【浜田市世界こども美術館】
- 2006年 【札幌　月寒グリーンドーム会場】、【八倉センター　クリヤホール】、【岡島百貨店】
- 2007年 【八王子　そごう】、【桐蔭学園メモリアルアカデミウムリフォースホール】、【イオン高の原ショッピングセンター】、【守口市生涯学習情報センター】、【大阪　泉北ニュータウン　パンジョホール】
- 2008年 【イオンモールつがる柏】、【高知県立美術館】、【南相馬市　銘醸館】
- 2009年 【アクティブシニアフェア2009 inナゴヤドーム】、【浜田市世界こども美術館】

## 物販物
- 昭和のこどもたち作品集1
- 昭和のこどもたち作品集2
- 昭和のこどもたち作品集3
- 昭和のこどもたち作品集4（清流出版）
- 昭和のこどもたち『我ら腕白小僧』（小学館）
- ポストカード10種類セット　種類別5種類
- 昭和のこどもたちパネル限定100セット